# Nyctiphanes
Nyctiphanes é um género de krill.